# Diaspore
Diaspore /ˈdaɪəspɔːr/, còn được gọi là diasporit, empholit, kayserit, hoặc tanatarit là một khoáng vật hydroxide oxit nhôm, α-AlO(OH), kết tinh trong hệ tinh thể trực thoi và không đồng nhất với goethit. Nó xuất hiện đôi khi như các tinh thể phẳng, nhưng thường là khối lượng lamellar hoặc vảy, bề mặt phẳng là một hướng tách hoàn hảo mà trên đó ánh là đặc trưng của ngọc trai. Nó không màu hoặc màu xám-trắng, vàng, đôi khi màu tím, và thay đổi từ mờ sang trong suốt. Nó có thể dễ dàng phân biệt với các khoáng chất trong suốt không màu khác với sự phân tách hoàn hảo và màu ngọc trai—giống như mica, tan, brucit, và thạch cao—bởi độ cứng lớn hơn của nó là 6,5 - 7. Trọng lực riêng là 3,4. Khi đun nóng trước ống xả, nó sẽ tàn phá dữ dội, phá vỡ thành những quả ngọc trai trắng.
Khoáng sản xuất hiện như là một sản phẩm thay đổi của corundum hoặc xơ và được tìm thấy trong đá vôi và đá tinh thể khác. Các tinh thể phát triển tốt được tìm thấy trong các khoáng chất cặn của Urals và tại Chester, Massachusetts, và kaonilit ở Schemnitz ở Hungary. Nếu có thể kiếm được với số lượng lớn, nó sẽ có tầm quan trọng kinh tế như một nguồn nhôm.
Diaspore, cùng với gibbsit và boehmit là một thành phần chính của quặng boxit.
Lần đầu tiên nó được tìm thấy là năm 1801, xuất hiện ở Mramorsk Zavod, Sverdlovsk, Trung Urals, Nga. Tên gọi, được đặt ra bởi René Just Haüy, là từ hy lạp cho διασπείρειν, để phân tán, ám chỉ đến sự phân hủy của nó khi nung.
Csarit, ottomanit và zultanit là những tên thương mại cho diaspore, từ dãy núi İlbir của tây nam Thổ Nhĩ Kỳ.